# Jacque Fresco

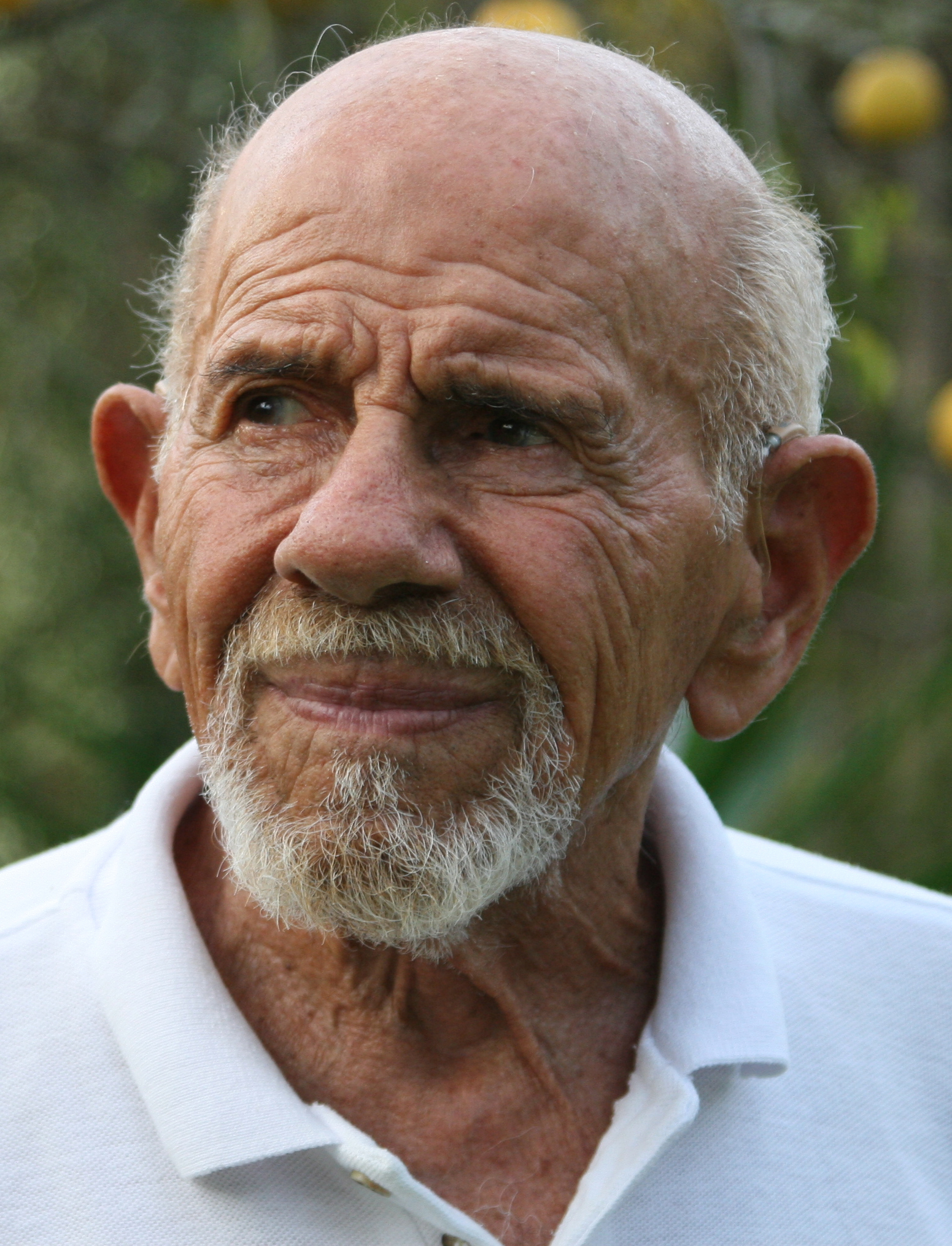
Jacque Fresco, 2008

Jacque Fresco (* 13. März 1916 in New York City, New York; † 18. Mai 2017 in Sebring, Florida) war ein US-amerikanischer Sachbuchautor, autodidaktischer Sozial-Architekt, Industriedesigner und Erfinder, der in Florida lebte. Insbesondere auf seinen Beobachtungen und Erfahrungen während der Great Depression beruhten seine Ansichten und der Wunsch, Lösungen mit maximalem Nutzen für die Menschen zu kreieren. Er schrieb und hielt Vorlesungen zu Themen wie Holismus, Entwicklung nachhaltiger Städte, Social Design, Energieeffizienz, Rohstoff-Verwaltung und Automatisierung. Seine Ideen hat er in dem von ihm geleiteten Venus-Projekt vereint.

## Leben
Jacque Fresco wuchs in einem sephardisch-jüdischen Haushalt im Stadtteil Bensonhurst in Brooklyn, New York City auf. Geprägt von der Weltwirtschaftskrise entwickelte Fresco schon während seiner Jugend ein Interesse an Zukunftsvisionen und Wissenschaftlern wie Charles Darwin und Albert Einstein. Später widmete er seine Aufmerksamkeit der technokratischen Bewegung. Mit 14 Jahren verließ er sein Elternhaus und verbrachte seine Zeit damit, auf Züge zu springen und zu trampen (Hobo).

### Beruflicher Werdegang
Jacque Fresco war ab 1939 Luftfahrzeug-Designer für die „Northrop Division of Douglas Aircraft“, Design-Berater für „Gilbert McGill“ und „Rotor Craft Helicopter Company“ und Design-Berater für „Fred Landgraf“ von „Landgraf Helicopter Co.“ in Los Angeles.
1941 war er Mitbegründer der „Revell Plastics Company“ in Zusammenarbeit mit Lou Glaser und bis 1944 Designer bei der Air-Force-Abteilung Design und Entwicklung, Wright Field, Dayton, Ohio. Er war zudem Designer und Entwickler von Versuchszubehör für die Verhaltensforscher Keller Breland und seine Frau Marian Breland Bailey.
Von 1945 bis 1955 war Fresco Direktor der „Scientific Research Laboratories“ in Los Angeles. Er war zudem Architektonischer Designer vorgefertigter Industriegebäude für „Houser Industrial Co.“. Von 1945 bis 1948 war er Architektonischer Designer für „Trend Homes Inc.“. Ab 1949 war er Designer und Entwickler von dreidimensionalen Projektoren für den „Paramount“ Produzenten Jack Moss. Von 1951 bis 1952 war er Forschungsingenieur für „Raymond De-Icer Corp.“. Er war Technischer Berater in der Filmindustrie, einschließlich technischer Regie und Spezialeffekte für den Film „Project Moonbase“ (1953) von Robert A. Heinlein; für „Encyclopaedia Britannica Films“, „Joe Stoneman Productions“ und „Camera Eye Pictures Inc.“ für den Film „The Naked Eye“ (1956), welcher den Robert J. Flaherty Award für kreative Dokumentationsfilme und für den „Academy Award“ nominiert war.
Er war Arbeitskollege von Donald Powell Wilson aus Los Angeles, dem Drehbuchautor von „My Six Convicts“, Dozent für Industriedesign an der „Art Center School“ in Hollywood, Kalifornien, Design-Berater für „Major Realty Co.“ und „Aluminum Co. of America“ „(Alcoa)“ (1961), Designer und Entwickler elektronischer Bauteile für das „Parkinson's Institute of Miami“ (1965–1966).
Ebenfalls war Fresco Gründer von „Jacque Fresco Enterprises Inc.“ für die Entwicklung von vorgefertigten Aluminium-Bauteilen (1967–1968), Gründer und Direktor von „Sociocyberneering Inc.“, Miami, Florida, dem Vorläufer des „Venus Project“ (1971–1994) und Gründer von „The Venus Project“, Venus, Florida (1994).

### Das Venus-Projekt
Das Venus-Projekt wurde um 1975 von Jacque Fresco und der ehemaligen Porträtmalerin Roxanne Meadows in Venus, Florida, aus der Liquidierung seiner vorherigen Firma sociocyberneering inc. gestartet. Das Forschungsareal ist ein 85.000 m² großes Grundstück. Dort stehen verschiedene von Fresco entworfene Kuppelbauten, in denen beide an der Produktion von Büchern und Filmen arbeiteten, die ihre Konzepte und Ideen veranschaulichen sollen. Fresco hat eine große Menge an Maßstabsmodellen gebaut, die auf seinen Entwürfen basieren. Das Venus-Projekt wurde offiziell 1995 gegründet.
Das Venus-Projekt basiert auf der Idee, dass Armut durch den verlangsamten Fortschritt der Technik entsteht, der seinerseits durch das gegenwärtige kapitalistische Wirtschaftssystem hervorgerufen wird. Könnte die technologische Entwicklung unabhängig von ihrer Rentabilität voranschreiten, so Frescos Theorie, würden mehr Ressourcen für mehr Menschen verfügbar gemacht, wodurch Korruption und Habgier abnehmen und die Menschen stattdessen einander eher helfen würden. Fresco unterstützte eine ressourcenbasierte Wirtschaft gegenüber einer geldbasierten.

## Ressourcenbasierte Wirtschaft
Eines der Hauptthemen Frescos war das Konzept einer auf Ressourcen basierenden Ökonomie, welche die derzeitige, auf Knappheit und Monetarismus beruhende Geldpolitik ablösen solle. Fresco argumentierte, dass die Welt reich an natürlichen Ressourcen und Energie sei und dass mit moderner Technik, vernünftiger Effizienz und gleichzeitiger Aufhebung der Beschränkungen der ökonomischen Entwicklungsfähigkeit sämtliche Bedürfnisse der globalen Bevölkerung im Überfluss befriedigt werden könnten.
Um seine Idee besser verstehen zu können, gab er folgendes Beispiel an:
 Zu Beginn des Zweiten Weltkrieges hatten die Vereinigten Staaten knapp 600 first-class Kampfflugzeuge. Dieser Mangel wurde rapide ausgeglichen, indem man 90.000 Flugzeuge pro Jahr produzierte. Die Frage zu Beginn des Zweiten Weltkrieges: Hatten wir genug Geld, um das benötigte Kriegsmaterial herzustellen? Die Antwort war Nein, wir hatten weder genug Geld noch hatten wir genug Gold, aber wir hatten genug Ressourcen. Es waren die verfügbaren Ressourcen, die den Vereinigten Staaten eine höhere Produktion und Effizienz erlaubten, was wiederum nötig war, um den Krieg zu gewinnen. Unglücklicherweise passiert so was nur in Zeiten des Krieges. 
Um sein Konzept durchführen zu können, erklärte Fresco, müsse man alle Ressourcen dieser Erde als ein gemeinsames Erbe aller Menschen verstehen und verwalten. Zu diesem Zweck müsse die Verfügbarkeit aller Ressourcen weltweit erfasst und ständig aktualisiert werden. Diese globale Übersicht würde erlauben, Entscheidungen über die optimale Nutzung der Ressourcen auf Basis von deren Nützlichkeit und regionalen Verfügbarkeit und nicht wie derzeit zur Optimierung der finanziellen Erträge zu treffen. Denn Fresco war überzeugt, dass die gängige Praxis der künstlichen Verknappung von Ressourcen aus Gründen der Profitmaximierung (z. B. festgesetzte Ölfördermenge) nicht vereinbar sei mit der Idee einer verantwortungsvollen, nachhaltigen Wirtschaft.
Auch glaubte er, dass die geldbasierten Finanzsysteme und die Prozesse, die damit eng zusammenhängen, wie z. B. Fabrik- oder Akkordarbeit und Konkurrenz, der Gesellschaft nur schadeten und die Menschen von ihrem wahren Potential abhielten. Er war überzeugt, dass die gegenwärtige wirtschaftliche Situation, die auf der ganzen Welt Krisen auslöst, ähnlich wie die Große Depression der 1930er Jahre, das Vertrauen der Menschen in die geldorientierte Politik schmälere und somit weg von freier Marktwirtschaft und Kapitalismus führen werde.
Den nächsten Schritt zum Übergang zu einer solchen Gesellschaft sah Fresco in der Abschaffung einer finanzbasierten Wirtschaft und im Verzicht auf das Geld als Zahlungsmittel. Nach seiner Meinung würde das zum Ende von Gier, Armut, Diskriminierung und Kriminalität führen. In der ressourcenbasierten Ökonomie würde jeder das kostenlos bekommen, was er benötigt. In der vollautomatisierten Welt würde die Notwendigkeit zu arbeiten entfallen, was im heutigen System völlig absurd und irrational erscheine, weil es nicht rentabel sei. Auf die Frage, ob dann die Menschen nicht aufhören würden zu arbeiten, argumentierte er mit der Idee der Selbstverwirklichung, da man dann, frei von (finanziellen) Lasten und Einschränkungen, seinen Bedürfnissen nachgehen und persönliche Interessen verfolgen könne. Beispielsweise seien viele revolutionäre Technologien in der Geschichte der Menschheit von Wissenschaftlern ohne finanziellen Antrieb entwickelt worden.